# Karel Pippich
Karel Pippich (21. dubna 1849 Zlonice – 29. března 1921 Chrudim) byl český právník, sokolský funkcionář, organizátor hudebních a divadelních představení a mladočeský politik. Od roku 1874 působil jako advokát v Chrudimi. Zapojil se tam do kulturního života; mimo jiné zvýšil úroveň místního ochotnického divadla a pěveckého spolku, uspořádal vystoupení předních umělců a jeho zásluhou získalo město přezdívku „Athény východních Čech“. Působil i v sokolském hnutí (1885 starosta chrudimského Sokola, 1887 náměstek starosty východočeské župy, 1889 člen výboru České obce sokolské, 1896 starosta východočeské župy). Dlouhodobě zasedal v chrudimském zastupitelstvu a městské radě, tři volební období byl rovněž poslancem českého sněmu za mladočeskou stranu. Příležitostně psal divadelní hry a básně. Na celostátní úrovni byl oceňován jako příklad venkovského intelektuála, který obětavě provádí drobnou práci pro národ. Na jeho počest byla pojmenována východočeská sokolská župa (1921) a chrudimské divadlo (1934).

## Život
Narodil se 21. dubna 1849 ve Zlonicích jako syn právníka Emanuela Pippicha. Roku 1853 se s rodiči přestěhoval do Chrudimi, kde si otec otevřel advokátní kancelář.
Vystudoval gymnázium a právnickou fakultu v Praze. Po soudní praxi vstoupil roku 1874 do kanceláře svého otce v Chrudimi. Firmu později převzal a do konce života vedl.
Od mládí měl zájem o kulturu, zejména hudbu a divadlo. Jako student pracoval v redakci Procházkových Hudebních listů; v článcích vyzdvihoval mimo jiné Bedřicha Smetanu a Zdeňka Fibicha, s nímž ho poutalo i osobní přátelství. V Chrudimi se zapojil do pořádání hudebních a divadelních představení. Roku 1882 se stal po Aloisu Gallatovi ředitelem chrudimského Spolku divadelních ochotníků. Povznesl úroveň místního amatérského divadla; jeho zásluhou zařadilo do repertoáru díla předních soudobých dramatiků, jako Ibsena, Hauptmanna nebo Maeterlincka. Obnovil rovněž činnost pěveckého sboru Slavoj a dlouhodobě jej vedl. Roku 1905 byl zvolen do čela Východočeské pěvecké župy. Do města zval významné herce a zpěváky. Měl podíl i na založení Průmyslového muzea. Bohatý kulturní život, který organizoval, vedl k tomu, že se Chrudimi začalo říkat „Athény východních Čech“.
Aktivně se účastnil i sokolského hnutí. 15. února 1885 byl zvolen předsedou chrudimské organizace. Prosazoval tělovýchovu žen a jejich účast na vystoupeních; zprvu se však stavěl proti tomu, aby jim bylo přiznáno právo volit. V roce 1887 byl zvolen místostarostou východočeské župy a o osm let později jejím starostou. Po roce 1889 působil i ve výboru České obce sokolské, určitou dobu i jako místopředseda. 14. srpna 1892 byla jeho zásluhou slavnostně otevřena nová chrudimská sokolovna.
Roku 1877 byl zvolen do městského zastupitelstva, později pracoval i v radě a roku 1899 se stal členem okresního výboru. Nabídku na funkci starosty odmítl kvůli svým dalším kulturním a spolkovým aktivitám. Tři volební období zasedal v českém zemském sněmu za města Chrudim a Heřmanův Městec jako poslanec svobodomyslné (mladočeské) strany. Pracoval v rozpočtovém výboru, ale pozornost poutaly i jeho projevy na plénu, pronášené silným, teatrálně zbarveným hlasem. Rezignace na mandát byla oznámena na schůzi sněmu v květnu 1890.
Zemřel v noci z 28. na 29. března 1921. Na pohřbu v Chrudimi mu za účasti 670 sokolů v krojích a mnoha dalších občanů vzdali úctu starosta Sokola Josef Scheiner a politik Karel Kramář. Byl pohřben na hřbitově U Kříže.

## Význam a ocenění
Pippich byl, zejména u příležitosti šedesátých narozenin, oceňován jako typ a vzor venkovského intelektuála, který vykonává potřebnou „drobnou práci pro národ“. Povznesl ochotnickou divadelní scénu svého města na uměleckou úroveň. Stal se inspirátorem a vůdcem sokolstva. Současníci oceňovali i jeho řečnické schopnosti a politickou odvahu; na rozdíl od řady jiných politiků se například nebál chodit na dělnické schůze a dokázal tam slušně, ale důrazně oponovat demagogům a marxistům. V projevech na sokolských slavnostech i jinde používal teatrální gesta a patetickou deklamaci.
8. května 1921 byla na jeho počest pojmenována Sokolská župa Východočeská-Pippichova. 18. února 1934 bylo v Chrudimi slavnostně otevřeno Divadlo Karla Pippicha.

## Dílo
Pippich byl autorem článků v sokolském tisku, příležitostných básní, divadelních her a textů k písním. Jeho literární tvorba ale nedosahuje významu jeho veřejné a organizátorské činnosti. Některá jeho dramata se hrála v 80. a 90. letech 19. století, a to i na pražských scénách. Projevovala se v nich autorova vzdělanost, divadelní zkušenosti a pečlivost provedení, jejich většímu úspěchu ale bránil nedostatek dramatického talentu.
Knižně vyšly:
- Z české domácnosti : veselohra o jednom jednání (1880)
- Básně pro solový hlas s průvodem piana (cca 1882)
- Vínek studentské merendy v Chrudimi 9. září 1884 (1884)
- Ve veřejném životě : Veselohra o 1 jednání (1885 s reedicemi)
- Vlasty skon : dramatická báseň o třech jednáních, určená pro drama hudební (1885, později zhudebnil Otakar Ostrčil)
- Svět zásad : veselohra o třech jednáních (1888)
- Slavomam : drama o pěti jednáních (1890)
- Slečna nakladatelka : Veselohra o 1 jednání (1897)
- Hymna českého rolnictva (1900, hudba: Antonín Dvořák)
- Jednoaktovky (1910)
- Dva sokolské mužské sbory (1920, hudba: Jindřich Emanuel Siegl)
- Praporu sokolskému : slavnostní sbor pro mužské hlasy (hudba: František Picka)

## Rodina
- Otec Emanuel Pippich (1812-1886) byl advokát a organizátor kulturního života v Rakovníku a Chrudimi.[16]
- První manželka Miloslava Pippichová-Havelková (1847-1878) byla známá operní pěvkyně. Karel Pippich se s ní oženil roku 1874.[3] Její otec Matěj Havelka (1809-1892) se proslavil jako právník a básník.[17]
- Syn Karel Pippich-Havelka (1875-1895), básnicky nadaný student práv, zemřel předčasně na tuberkulózu.[3] Jeho babička Růžena Havelková, manželka Matěje Havelky, pro ten případ (úmrtí vnuka bez potomků) odkázala jeho podíl České akademii. Karel Pippich se následně vzdal svého nároku na čtvrtinu dědictví a společně se Zdeňkou Hlávkovou, další dcerou Havelkových, zřídil roku 1896 v rámci akademie „fond dvor. rady Matěje ryt. Havelky, jeho choti Růženy a vnuka Karla ryt. Pippicha-Havelky na udílení cen za díla české poesie“ ve výši 20 tisíc zlatých.[18]
- Jeho druhou manželkou byla Antonie Pippichová, roz. Herrová (1862-1937), s níž se oženil roku 1883. Jejich syn Jaroslav Pippich (1885-1966) byl rovněž advokát; po roce 1948 byl vyloučen z advokacie a byl mu zabaven dům; dožil v Praze. Jeho dcera Jaroslava Pippichová-Scheidegger (* 1922) je spisovatelkou a překladatelkou z němčiny a francouzštiny; dlouhodobě žije ve Švýcarsku.[3] Zemřela 9. prosince 2013.